# Cours, si tu peux
Pour plus de détails, voir Fiche technique et Distribution.
Cours, si tu peux (Renn, wenn du kannst) est un film dramatique allemand réalisé par Dietrich Brüggemann et sorti en 2010.

## Fiche technique
- Titre : Cours, si tu peux
- Titre original : Renn, wenn du kannst
- Réalisation : Dietrich Brüggemann
- Scénario : Dietrich Brüggemann et Anna Brüggemann
- Photographie : Alexander Sass
- Montage : Vincent Assmann
- Décors : Christiane Krumwiede
- Pays d'origine :  Allemagne
- Genre : Film dramatique
- Durée : 110 min

## Distribution
- Robert Gwisdek : Benjamin, dit "Ben"
- Anna Brüggemann : Annika
- Jacob Matschenz : Christian
- Franziska Weisz : Mareike
- Leslie Malton : la mère de Benjamin
- Michael Sens : le professeur de violoncelle